# Kruh výtvarných umělkyň
Kruh výtvarných umělkyň (KVU) byl připravován formou volného sdružení uvnitř Ústředního spolku českých žen od roku 1917 a jako spolek ustanoven roku 1920.

## Vznik a historie

### Před vznikem Kruhu
Kruh byl výsledkem emancipačního vývoje ženského výtvarného umění, na jehož počátku stály v 19. století některé šlechtičny a od roku 1865 Americký klub dam, jehož členkami byly výtvarnice Zdenka Braunerová, Anna Boudová Suchardová nebo Zdeňka Kalašová. Další stupeň sdružení  emancipovaných žen a feministek představoval roku 1897 ustavený Ústřední spolek českých žen, v němž se opět výtvarnice aktivně projevovaly.
V Rakousko-uherské monarchii mohly ženy v českých zemích studovat umělecké obory pouze soukromě, neboi na dívčí škole, na reálném gymnáziu a po roce 1885 formou kursů pro ženy na Uměleckoprůmyslové škole v Praze. Proto některé movité adeptky pokračovaly ve studiu v Paříži nebo Mnichově. Vstup na pražskou Akademii byl ženám umožněn až roku 1918, kdy se vznikem Československé republiky ženy získaly volební právo (1920).

### Vznik Kruhu
Kruh výtvarných umělkyň vznikl v červnu 1920. První předsedkyní byla Valérie Hachla-Myslivečková. Ženské spolky se sdružily v Ženské národní radě (1922) a roku 1924 byl KVU přijat do Syndikátu výtvarných umělců.

### Činnost a zánik Kruhu
První oficiální výstava KVU se konala roku 1921 v pražském Obecním domě. Na Valné hromadě KVU roku 1922 byla předsedkyní zvolena Vilemína (Minka) Podhajská. Spolek vydával vlastní Věstník v rubrice Výtvarné umění časopisu Ženský svět a roku 1935 u příležitosti členské výstavy v Obecním domě vydal Sborník Kruhu výtvarných umělkyň.
V roce 1933 byla zvolena předsedkyní Kruhu sochařka Karla Vobišová-Žáková.
KVU konal výstavu též v roce 1943, v pražském Hollaru.
Spolek byl zrušen spolu s dalšími spolky výtvarníků v roce 1953.

## Členky
- Ambrožová Vlasta Jarmila (1896–1956), malířka, grafička[5]
- Autengruberová-Jedličková Hana (1888–1970), malířka
- Bendová Marie (1894–1935), malířka
- Bochořáková-Dittrichová Helena (1894–1980), malířka, grafička
- Brandýsová Arna (1887–?), malířka
- Broftová-Piťhová Helena (1906-po 1955), malířka, grafička[5]
- Burghauserová Zdenka (1894–1960), malířka[5]
- Čechová Marie (1884–1955), malířka[6][5]
- Čecháková-Klemsová Vlasta (1905–?)
- Dohnalová-Pešanová Vlasta (1897–?), malířka, sochařka[5]
- Dysmasová Vilma (1891–1949), malířka a pedagožka
- Emingerová Holanová Helena (1858–1943), malířka, grafička
- Hachla - Myslivečková Valérie (1878–1968), šperkařka, designérka, malířka, grafička
- Fořtová-Šámalová Pavla (1886–1974), malířka, grafička, historička umění[7][5]
- Hájková-Jirásková Božena (1877–1950), malířka[7][5]
- Hlavínová-Kostková Otta (1890–?), restaurátorka, malířka
- Hlobilová-Mrkvičková Marie (1903–1999), malířka, grafička, ilustrátorka[5]
- Jenšovská Aloisie (Lola) (1891–1970), malířka
- Jiroutová Ludmila (1901–1972), knižní výtvarnice
- Klenková Jaroslava (1890–1984), malířka
- Klímová Lucie (1884–1961), malířka[5]
- Knížová-Stolletová Jarmila (1894–?), malířka
- Košáková Zdenka (1899–1932), zahradní architektka
- Krčmářová-Křížková Inka (1900–1982), malířka, grafička, textilní výtvarnice[8][5]
- Landrová-Votočková Divica (1908–1982), malířka, grafička, ilustrátorka
- Lexová Milada (1904–1994), malířka, učitelka
- Macková Anna (1887–1969), malířka, grafička
- Mikanová-Urbanová Ella (1879-?), malířka, grafička, textilní výtvarnice
- Mezerová Winterová Julie (1893–1980), malířka
- Neubertová Marie, malířka[5]
- Nosková-Rýparová Hana (1896–?)[9]
- Papežová Zdenka (1913–?), malířka, učitelka[10]
- Pikhartová Olga Theofila (1868–1934), malířka[11]
- Plačková Emilie (1910–?), malířka[12]
- Podhajská Minka (Vilemína) (1881–1963), malířka, grafička, umělecká návrhářka hraček, též předsedkyně Kruhu[5]
- Procházková-Reisingerová Molly (1888–?), malířka, restaurátorka[13]
- Rossová A. V. (?-?), malířka
- Roškotová Anna (1883–1967), malířka
- Rožánková-Drábková Marta (1882–1958), malířka
- Šindelářová Žváčková Helena (1915–1971), malířka
- Špálová Benešová Milada (1884–1963), malířka[5]
- Spazierová Hezká Milada (1901–1953), výtvarnice, zpěvačka
- Šrámková Helena (1883–1974), malířka
- Štěpánková-Moudrá Marie (1895–1979), malířka, textilní výtvarnice
- Šrytrová Marie (1894–?), malířka[14]
- Stefanová Pravoslava (1901–1984), malířka
- Straková-Šponarová Sláva (1896–?), malířka, grafička
- Solarová-Vejrychová Božena (1892–1978), malířka, ilustrátorka, učitelka
- Vobišová-Žáková Karla (1887–1961), sochařka, předsedkyně[5]
- Urbanová-Zahradnická Marie, (1868–1945), malířka, ilustrátorka, učitelka[15][16]
- Vorlová-Vlčková Zdeňka (1872–1954), malířka
- Zlatníková-Mikanová Marie (1901–1985), malířka, sochařka

## Výstavy KVU (výběr)
- 1921: 1. řádná členská výstava Kruhu výtvarných umělkyň:, Obecní dům
- 1924: výstava Svazu československého díla v Uměleckoprůmyslovém muzeum v Praze
- 1924: 3. řádná členská výstava Kruhu výtvarných umělkyň: Obecní dům
- 1926: 4. řádná členská výstava Kruhu výtvarných umělkyň: v Krasoumné jednotě
- 1927: 5. řádná členská výstava Kruhu výtvarných umělkyň:, Obecní dům
- 1927: Výstava českých malířek v Paříži
- 1935: členská výstava Kruhu výtvarných umělkyň, Obecní dům
- 1941: 26. členská výstava Kruhu výtvarných umělkyň, Hollar
- 1947: 31. výstava Kruhu výtvarných umělkyň v Praze, Bílá labuť